# Crown of Thorns
I Crown of Thorns sono un gruppo musicale heavy metal/hardcore punk statunitense formato nel 1993.

## Storia
I Crown of Thorns si formarono agli albori degli anni '90 grazie a Jean Beauvoir che reclutò Tony Thompson degli Chic e The Powerstation, Micki Free degli Shalamar e il bassista sessionist Michael Paige; i Crown of Thorns vennero poi messi sotto contratto dall'etichetta Interscope che per accaparrarseli offrì loro ben un milione di dollari.
Il vocalist Jean Beauvoir era un membro originale dei The Plasmatics. Da lì si è poi unito alla band di Little Steven prima come bassista e poi come chitarrista e co-produttore. Dopo due album e tre tour mondiali di grande successo decise di lasciare la band ed intraprendere la carriera solista. Come solista, diede alle stampe “Drums Along The Mohawk” da cui venne estratto il singolo "Feel The Heat" ed andò in tour con gli Eurythmics e Tina Turner. Egli ha anche trovato il tempo di scrivere canzoni con artisti come Kiss, The Ramones, Lionel Ritchie, John Waite, Deborah Harry e molti altri. Con la band Voodoo X, ha registrato l'album "Volume 1 - The Awakening" per la Columbia, che è ancora oggi considerato uno dei migliori album di rock melodico dalla maggior parte della stampa rock e dagli appassionati.
Per l'album di debutto, i Crown of Thorns si avvalsero dell'aiuto di Paul Stanley dei Kiss, Jim Vallance (Bryan Adams / Aerosmith) e Beau Hill (Europe / Winger). Il destino però si accanì contro la band, e a causa dei problemi dell'Interscope, l'album venne ritardato per oltre un anno. L'album arrivò finalmente nei negozi a metà aprile 1994 con un buon riscontro da parte della critica e rimanendo in classifica per sei settimane.
La band tornò in Gran Bretagna durante il periodo estivo, dove ebbe anche modo di esibirsi al Marquis club di Londra. In questa occasione, Tony Thompson venne sostituito a tempo pieno da Hawk Lopez. Il 1995 diede inoltre ai Crown of Thorns l'opportunità di suonare per tre mesi in tutta Europa facendo da spalla a gruppi come Bon Jovi e Van Halen.
Tornarono poi di nuovo in studio per la realizzazione del nuovo album intitolato "Breakthrough", pubblicato all'inizio del 1996. La band intraprese poi una tournée che la portò ad esibirsi soprattutto in Germania. Terminata la tournée, la band si dedicò alla stesura del nuovo album Lost Cathedral. All'album collaborò "Little Steven" Van Zandt mentre Max Norman, già collaboratore di Ozzy Osbourne e Megadeth, si dedicò al mixaggio. La critica ha definito questo album uno dei migliori della band.
Nel nuovo millennio la band mantenne alto il livello qualitativo dei propri lavori in studio, facendo uscire prodotti come Destiny Unknown nel 2000 e di Karma nel 2002, che le permisero di finire nuovamente sotto i riflettori del mercato, soprattutto in Europa.
Negli ultimi anni, Beauvoir ha proseguito l'attività come Amministratore Delegato e Direttore Generale di Renegade Nation - una società fondata da Little Steven Van Zandt. Nel frattempo, ha continuato a scrivere nuove canzoni per i Crown of Thorns stipulando un contratto con Frontiers Records (Journey, Toto, Survivor, Styx) nel 2008, per la pianificazione del rilascio europeo di un nuovo album dal titolo "Faith".
Beauvoir ha collaborato in questa occasione con Bob Clearmountain (Bryan Adams, The Rolling Stones, Bon Jovi, Bruce Springsteen e la E – Street Band) nelle sessioni di registrazione e con Mark Plati (David Bowie) per il mix. “Faith" è un album che riporta la band ad un suono affine all'album di debutto e a "Lost Cathedral".

## Formazione
- Jean Beauvoir - voce, chitarra
- Michael Paige - basso
- Tommy Lafferty - chitarra
- Hawk Lopez - batteria

## Discografia

### Album studio
- 1993 - Crown of Thorns
- 1996 - Mentally Vexed
- 1998 - Lost Cathedral
- 1999 - 21 Thorns
- 1999 - Breakthrough
- 1999 - The Burning
- 2000 - Destiny Unknown
- 2002 - Karma
- 2002 - Raw Thorns
- 2005 - Crown Jewels
- 2008 - Faith

### EP
- 1995 - Train Yard Blues